# Afrología
Afrología es la traducción española del término inglés Afrology, es utilizado para identificar un movimiento o escuela de reflexión sobre el desarrollo socioeconómico del continente africano, que quiere proponer soluciones de política pública innovadoras y ser un foro consultivo para nuevas ideas.

## Contexto
La Afrología quiere ser, en términos generales, un estudio científico y un debate sobre la organización de las estructuras sociales contemporáneas de África. 

## Características
El grupo de debate Afrology, fundado por Gustav Ahadji, comprende un Think Tank consagrado a la elaboración y difusión de soluciones de política pública, con el fin de influir sobre los protagonistas del proceso de decisión política en África.
El Think Tank de Afrology, dirigido por Ekoué Amaïzo, es una estructura independiente sin ningún objetivo lucrativo, y se coloca como una fuente transparente de análisis e información, para contribuir a las búsquedas de soluciones y evaluación de las responsabilidades políticas. 